# Campeonato Asiático de Atletismo de 2017 - 200 m feminino
A prova dos 200 metros feminino do Campeonato Asiático de Atletismo de 2017 foi disputada no dia 7 de julho de 2017 no Kalinga Stadium em Bhubaneswar, na Índia. 

## Recordes
Antes desta competição, os recordes mundiais e do campeonato nesta prova eram os seguintes:
|                       | Nome                     | Nacionalidade  | Tempo  | Local   | Data                   |
| --------------------- | ------------------------ | -------------- | ------ | ------- | ---------------------- |
| Recorde mundial       | Florence Griffith-Joyner | Estados Unidos | 21s 34 | Seul    | 29 de setembro de 1988 |
| Recorde do campeonato | Damayanthi Darsha        | Sri Lanka      | 22s 84 | Jacarta | 2000                   |
| Recorde asiático      | Li Xuemei                | China          | 22s 01 | Xangai  | 22 de outubro de 1997  |

## Medalhistas
| Ouro                     | Prata                      | Bronze               |
| Viktoriya Zyabkina (KAZ) | Rumeshika Rathnayake (SRI) | Olga Safronova (KAZ) |

## Resultados

### Bateria

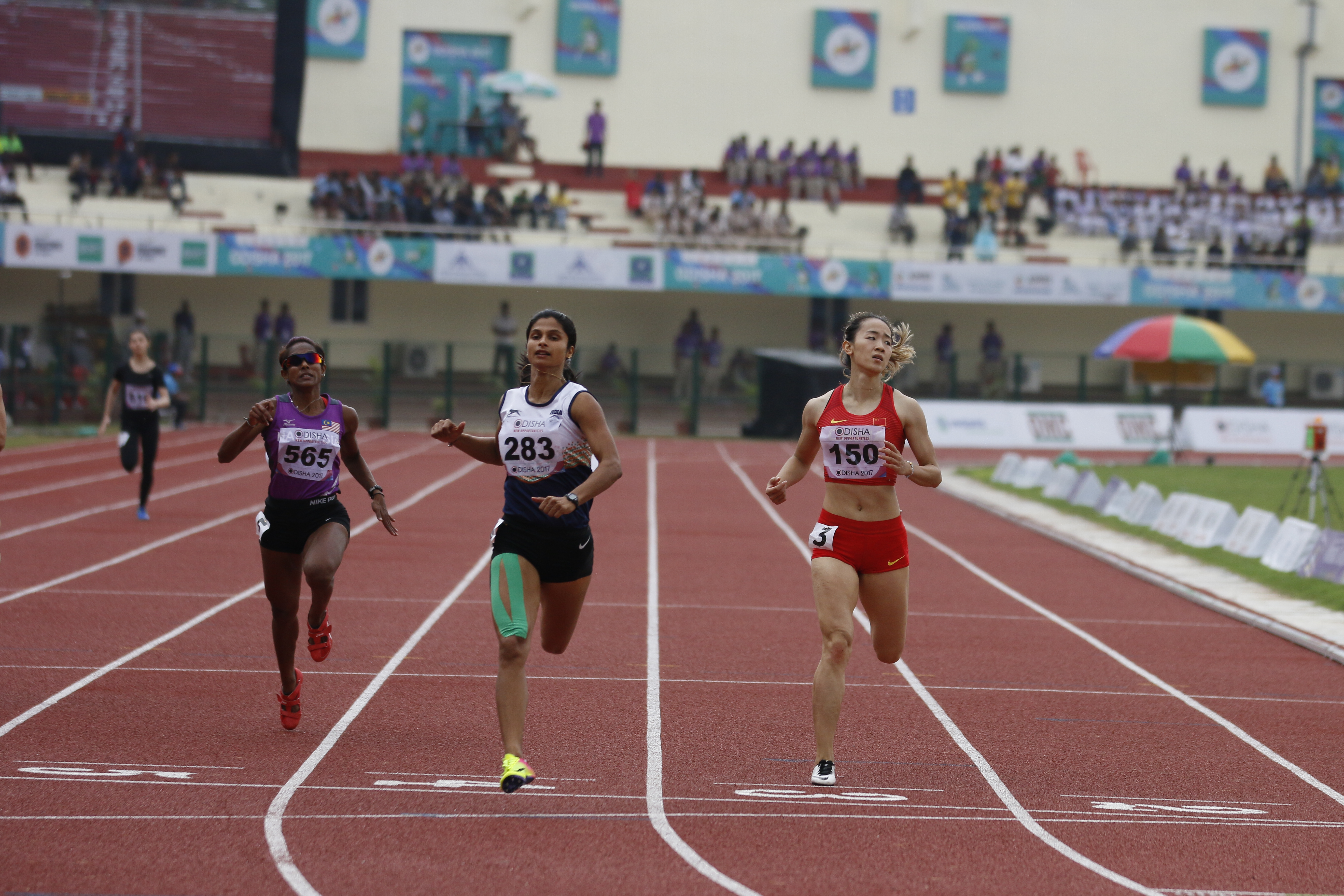
Bateria 1

Qualificação: 2 atletas de cada bateria  (Q) mais os  2 melhores qualificados (q). 
| Posição | Bateria | Atleta               | Nacionalidade | Tempo | Notas |
| ------- | ------- | -------------------- | ------------- | ----- | ----- |
| 1       | 2       | Rumeshika Rathnayake | Sri Lanka     | 23.40 | Q     |
| 2       | 2       | Viktoriya Zyabkina   | Cazaquistão   | 23.49 | Q     |
| 3       | 3       | Olga Safronova       | Cazaquistão   | 23.67 | Q     |
| 4       | 2       | Kana Ichikawa        | Japão         | 23.72 | q     |
| 5       | 3       | Dutee Chand          | Índia         | 23.84 | Q     |
| 6       | 3       | Shanti Pereira       | Singapura     | 23.86 | q     |
| 7       | 2       | Quách Thị Lan        | Vietname      | 23.86 |       |
| 8       | 2       | Nigina Sharipova     | Uzbequistão   | 23.97 |       |
| 9       | 1       | Srabani Nanda        | Índia         | 24.01 | Q     |
| 10      | 1       | Lin Huijun           | China         | 24.32 | Q     |
| 11      | 1       | Komalam Shally       | Malásia       | 24.53 |       |
| 12      | 1       | Son Kyeong-mi        | Coreia do Sul | 24.78 |       |
| 13      | 3       | Sun Fengyan          | China         | 25.23 |       |
| 14      | 1       | Susmita Ghosh        | Bangladesh    | 26.24 |       |
| 15      | 3       | Afa Ismail           | Maldivas      | 26.38 |       |
| 16      | 3       | Diala El Khazen      | Líbano        | 27.11 |       |
| 17      | 1       | K. Hasan             | Kuwait        | 30.16 |       |
| 18      | 2       | Shirzai Basira       | Afeganistão   | 34.47 |       |
| 19      | 2       | Duong Sreypheap      | Camboja       | DNS   |       |
| 19      | 3       | Tamara Awada         | Líbano        | DNS   |       |

### Final
| Posição           | Raia | Atleta               | Nacionalidade | Resultados | Notas |
| ----------------- | ---- | -------------------- | ------------- | ---------- | ----- |
| Medalha de ouro   | 6    | Viktoriya Zyabkina   | Cazaquistão   | 23.10      |       |
| Medalha de prata  | 3    | Rumeshika Rathnayake | Sri Lanka     | 23.43      |       |
| Medalha de bronze | 4    | Olga Safronova       | Cazaquistão   | 23.47      |       |
| 4                 | 7    | Dutee Chand          | Índia         | 23.59      |       |
| 5                 | 5    | Srabani Nanda        | Índia         | 23.67      |       |
| 6                 | 5    | Kana Ichikawa        | Japão         | 23.68      |       |
| 7                 | 1    | Shanti Pereira       | Singapura     | 23.80      |       |
| 8                 | 8    | Lin Huijun           | China         | 24.10      |       |

Legenda
| Recorde mundial       | Recorde mundial (World record)               |                       | Recorde africano                      | Recorde africano (African) |                                           | Q | Classificado por posição (Qualified) |
| Recorde do campeonato | Recorde do campeonato (Championship record)  | Recorde da América    | Recorde da América (Americas)         | q                          | Classificado por melhor tempo (Qualified) |   |                                      |
| Melhor marca do ano   | Melhor marca do ano (World leading)          | Recorde asiático      | Recorde asiático (Asian)              | DNS                        | Não largou (Did not start)                |   |                                      |
| Recorde nacional      | Recorde nacional (National record)           | Recorde europeu       | Recorde europeu (European)            | DNF                        | Não terminou (Did not finish)             |   |                                      |
| Recorde pessoal       | Recorde pessoal do atleta (Personal best)    | Recorde da Oceania    | Recorde da Oceania (Oceania)          | DSQ / DQ                   | Desclassificado (Disqualified)            |   |                                      |
| Recorde da temporada  | Recorde da temporada do atleta (Season best) | Recorde sul-americano | Recorde sul-americano (South America) | NM                         | Sem marca (No mark)                       |   |                                      |